# Imperium hiszpańskie

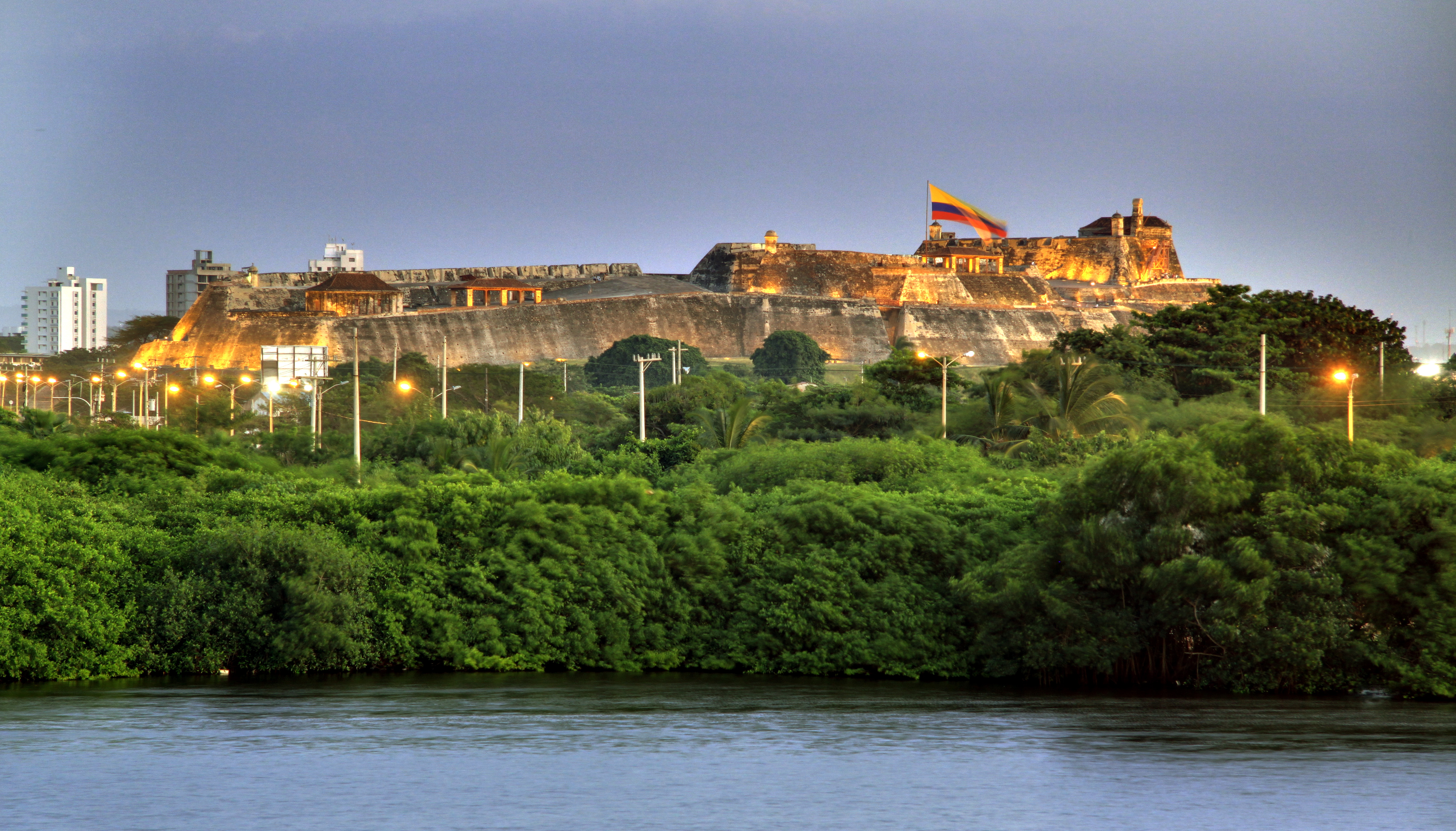
Hiszpański fort San Felipe de Barajas w Cartagenie w Kolumbii

Imperium hiszpańskie (hiszp. Imperio español) – istniejące w latach 1492–1976 imperium, w skład którego wchodziły należące do Królestwa Hiszpanii terytoria i kolonie w Europie, obu Amerykach, Afryce, Azji oraz Oceanii. U szczytu swej potęgi było jednym z największych państw w dziejach świata i zyskało miano „imperium, nad którym nigdy nie zachodzi słońce”.

## Ekspansja kolonialna
Początki imperium hiszpańskiego sięgają XV wieku, gdy w wyniku małżeństwa Izabeli Kastylijskiej, królowej Kastylii-Leónu i Ferdynanda Aragońskiego, króla Aragonii, doszło do zjednoczenia Hiszpanii. W 1492 roku wraz z upadkiem Emiratu Grenady zakończyła się rekonkwista, a hiszpańskie okręty pod dowództwem Krzysztofa Kolumba dotarły do wybrzeży Ameryki, która wkrótce stała się celem kolonizacji hiszpańskiej.
Hiszpańscy osadnicy zajęli znaczną część Karaibów, a konkwistadorzy rozpoczęli podbój kontynentu, przyczyniając się do upadku cywilizacji zamieszkujących go Indian, m.in. Azteków i Inków. Z czasem obszar kontrolowany przez Hiszpanię rozciągał się od granic współczesnej Kanady na północy po Falklandy na południu i obejmował Wicekrólestwo Nowej Hiszpanii i Wicekrólestwo Peru, a z czasem także wydzielone w XVIII wieku Wicekrólestwa Nowej Granady i La Platy.
Wyprawa dookoła świata rozpoczęta przez Ferdynanda Magellana w 1519 roku i kontynuowana po jego śmierci przez Juana Sebastiána Elcano doprowadziła do odkrycia nowego szlaku morskiego prowadzącego do Azji, wcześniej poszukiwanego przez Kolumba. Niedługo później Hiszpanie skolonizowali Guam, Filipiny oraz inne okoliczne wyspy, które weszły w skład Hiszpańskich Indii Wschodnich.

## Unia Iberyjska i globalna supremacja
Jednocześnie, w czasie tzw. Złotego Wieku do Hiszpanii należały Niderlandy oraz liczne posiadłości we Włoszech i Francji, a także zachodniej i środkowej Afryce. Dodatkowo, w latach 1581–1640 w unii personalnej z Hiszpanią znajdowała się Portugalia z posiadłościami w Brazylii, Afryce i Azji (tzw. Unia Iberyjska). W 1659 pokój pirenejski zakończył definitywnie okres hegemoni Hiszpanii w polityce międzynarodowej, otwierając okres wojen  między Holandią, Francją i Anglią o spadek po hiszpańskiej dominacji.

## Zmierzch, odrodzenie i ostateczny upadek
Koniec XVII i I połowę XVIII wieku znamionuje upadek znaczenia hiszpańskiego imperium w skali globalnej. Część terytoriów należących do Hiszpanii (znajdujących się głównie w Europie) została przez nią utracona w wyniku wojny o sukcesję hiszpańską (1701–1714), a następnie wojny siedmioletniej (1756–1763). Dzięki reformom przeprowadzonym przez Burbonów, a zwłaszcza Karola III, Hiszpania od połowy XVIII w. wracała do grona największych potęg światowych podejmując na nowo ekspansję w Ameryce, gdzie stawiała czoła Wielkiej Brytanii, m.in. biorąc udział w wojnie o niepodległość USA, odzyskując Florydę i Minorkę. Pod koniec XVIII wieku hiszpańskie imperium kolonialne dysponowało około 20 mln km², co dało mu 4. miejsce wśród największych imperiów w historii.
Jednakże na początku XIX wieku w hiszpańskich posiadłościach w Ameryce Łacińskiej doszło do szeregu wojen narodowo-wyzwoleńczych, w wyniku których Hiszpanie utracili wszystkie terytoria w kontynentalnej Ameryce na rzecz nowo powstałych republik. W 1898 roku doszło do wojny amerykańsko-hiszpańskiej, której rezultatem była utrata ostatnich kolonii w Ameryce – Kuby i Portoryka oraz Hiszpańskich Indii Wschodnich.
Na początku XX wieku Hiszpania była w posiadaniu nielicznych prowincji w Afryce – Gwinei Hiszpańskiej, Maroka Hiszpańskiego i Sahary Hiszpańskiej. Hiszpanie wycofali się z Maroka w 1956 roku, w 1968 roku przyznali niepodległość Gwinei Równikowej, a w 1976 roku opuścili Saharę Hiszpańską (obecnie jest to terytorium okupowane przez Maroko, znane jako Sahara Zachodnia). 
Obecnie do Hiszpanii należą Wyspy Kanaryjskie oraz dwie enklawy na północnym wybrzeżu Afryki – Ceuta i Melilla.

## Posiadłości kolonialne[4]

### Ameryka
- Wicekrólestwo Nowej Hiszpanii (1535–1821)
  - Nowa Hiszpania (obecnie Meksyk; 1521–1821)
  - Kalifornia (obecnie stany Kalifornia Dolna i Kalifornia Dolna Południowa w Meksyku oraz stany Kalifornia, Arizona, Nevada i Utah w USA; 1768–1821)
  - Nowy Meksyk (obecnie stany Nowy Meksyk i Kolorado oraz fragment stanu Teksas w USA; 1595–1821)
  - Teksas (obecnie stan Teksas w USA; 1682–1821)
  - Floryda (obecnie stan Floryda oraz fragmenty stanów Alabama, Luizjana i Mississippi w USA; 1565–1763, 1783–1821)
  - Luizjana (obecnie stany Arkansas, Dakota Południowa, Iowa, Kansas, Missouri, Nebraska i Oklahoma oraz fragmenty stanów Dakota Północna, Kolorado, Luizjana, Minnesota, Montana, Nowy Meksyk i Wyoming w USA; 1762–1801)
  - Kuba (1511–1898)
  - Santo Domingo (obecnie Haiti i Dominikana; 1492–1795, 1808–1821, 1861–1863; zachodnia część wyspy do 1697)
  - Santiago (obecnie Jamajka; 1509–1655)
  - Portoryko (1508–1898)
  - Gwatemala (1524–1821)
  - Salwador (1524–1821)
  - Honduras (1524–1821)
  - Nikaragua (1522–1821)
  - Kostaryka (1540–1821)
- Wicekrólestwo Peru (1542–1821)
  - Peru (1535–1821)
  - Chile (1541–1810, 1814–1818)
- Wicekrólestwo Nowej Granady (1717–1819)
  - Nowa Granada (obecnie Kolumbia; 1520–1811, 1815–1819; początkowo część Wicekrólestwa Peru)
  - Quito (obecnie Ekwador; 1532–1820; początkowo część Wicekrólestwa Peru)
  - Panama (1508–1821; początkowo część Wicekrólestwa Peru)
  - Wenezuela (1528–1811, 1812–1816; początkowo część Wicekrólestwa Nowej Hiszpanii)
  - Trynidad (1521–1802; początkowo część Wicekrólestwa Nowej Hiszpanii)
- Wicekrólestwo La Platy (1776–1810)
  - Rio de la Plata (obecnie Argentyna; 1536–1816; początkowo część Wicekrólestwa Peru)
  - Górne Peru (obecnie Boliwia; 1535–1809; początkowo część Wicekrólestwa Peru)
  - Paragwaj (1535–1811; początkowo część Wicekrólestwa Peru)
  - Montevideo (obecnie Urugwaj; 1736–1811; początkowo część Wicekrólestwa Peru)
  - Malwiny (1767–1811)

### Azja
- Hiszpańskie Indie Wschodnie (1565–1899)
  - Filipiny (1565–1898)
  - Wyspy Złodziejskie (obecnie Mariany – Mariany Północne i Guam; 1668–1898)
  - Karoliny (obecnie Mikronezja i Palau; 1874–1899)
  - Formoza (obecnie Tajwan; 1626–1642)

### Afryka
- Wyspy Kanaryjskie (1479-)
- Ceuta (1580-)
- Melilla (1497-)
- Larache (1610–1689)
- Oran (1509–1708; 1732–1792)
- Maroko Hiszpańskie (1912–1956)
- Hiszpańska Afryka Zachodnia (1884–1958); Sahara Hiszpańska (obecnie Sahara Zachodnia; 1958–1976)
  - Rio de Oro (1860–1976)
  - Saguia el Hamra (1904–1976)
  - Ifni (1860–1969)
  - Cabo Juby (1912–1958)
- Gwinea Hiszpańska (obecnie Gwinea Równikowa; 1778–1968)